# 米哈埃拉·什泰夫
米哈埃拉·伊万娜·什泰夫（羅馬尼亞語：Mihaela Ioana Șteff，1978年11月8日—），羅馬尼亞女子乒乓球运动员。她曾获得5枚欧洲乒乓球锦标赛金牌。她也曾参加2000年悉尼奥运会和2004年雅典奥运会，都未能获得奖牌。